# Opactwo Sankt Gallen
Opactwo Sankt Gallen lub Opactwo świętego Galla – zabytkowe opactwo w mieście Sankt Gallen w Szwajcarii. Należy do listy światowego dziedzictwa UNESCO
Późnobarokowy zespół budynków opactwa (z XVIII wieku) zbudowany został w miejscu średniowiecznego klasztoru benedyktynów, z zachowaną kryptą z X wieku. Założycielem klasztoru był mnich św. Gall (Gaweł), który traktował to miejsce jako swoją pustelnię. Działo to się w VII wieku. Miasto zostało przekształcone w ośrodek zakonny, kiedy ok. 720 roku powstało tam opactwo, a w 747 zostało opactwem benedyktynów (mniej więcej w tym samym okresie powstało opactwo benedyktynów w Mont Saint-Michel we Francji).
Opactwo jest przykładem wielkiego karolińskiego założenia monastycznego. Zostało przebudowane w późniejszym okresie i dziś kościół (a zwłaszcza jego wnętrze) reprezentuje późny niemiecki barok. W dawnych piwnicach na wino – dziś lapidarium – znajdują się relikty z czasów powstawania opactwa. Katedra świętych Galla i Otmara ma konstrukcje przyporową z rotundą i podwójnym chórem.
Do katedry przylega dawny dziedziniec, a przy nim znajduje się biblioteka – jedna z najbogatszych i najstarszych na świecie, zawierająca cenne rękopisy, m.in. najstarszy znany na świecie rysunek na pergaminie, przedstawiający plan opactwa. W barokowych wnętrzach zgromadzono 150 tys. jednostek, w tym 2 tys. starych ksiąg rękopiśmiennych, z tego 400 sprzed 1000 roku. Między innymi znajdują się tam bogato ilustrowane manuskrypty irlandzkie i karolińskie. Posiada ona również około tysiąca inkunabułów. W odróżnieniu od większości bibliotek przyklasztornych, Biblioteka opactwa świętego Galla jest światowym centrum naukowym, umożliwiającym szerokie prowadzenie prac badawczych.